# Svorkmo
Svorkmo – wieś w Norwegii w okręgu Trøndelag w gminie Orkland. Powierzchnia miejscowości wynosi 0,26 km². Wieś miała 302 mieszkańców w 2021 roku.
Svorkmo leży nad Orklą w miejscu gdzie wpada do niej rzeka Svorka. W pobliżu wsi znajduje się elektrownia wodna Svorkmo o mocy 55 MW. Została otwarta w 1983 roku.
Miejscowość historycznie związana była z kopalniami w Løkken Verk. W latach 1654 – 1844 funkcjonował w niej piec hutniczy, w którym wytapiano wydobytą w nich rudę.
W Svorkmo znajduje się stacja kolejowa na linii Thamshavnbanen z Løkken Verk do Thamshamn. Linia ta funkcjonowała w latach 1908-74, a obecnie jest linią muzealną.